# Lamsod
Lamsod is een bestuurslaag in het regentschap Aceh Besar van de provincie Atjeh, Indonesië. Lamsod telt 342 inwoners (volkstelling 2010).